# Mário Silva Barradas
Mário Silva Barradas (Lisboa, 1 de Janeiro de 1986) é um músico, compositor, cantor e professor português, licenciado em Educação Musical pela Escola Superior de Educação.
Iniciou os seus estudos musicais aos 14 anos na Sociedade Filarmónica União Seixalense. Aos 15 anos ingressa na banda como executante de trompete e aprofunda os seus estudos na Academia de Música e Belas Artes Luísa Tódi e no Conservatório Regional de Setúbal, onde frequentou o curso oficial de trompete.
Em 2005 participa no Concurso Internacional Flicorno D’Oro em Riva del Garda - Itália tendo obtido o 3º lugar com a Banda Filarmónica da Sociedade Imparcial 15 de Janeiro de 1898 de Alcochete. No mesmo ano recebeu a Medalha de Mérito Cultural da Câmara Municipal de Alcochete, conferida pelo Sr. Presidente da Câmara José Dias Inocêncio.
Participou com a mesma banda no Concurso Internacional de Bandas de Vila Franca de Xira, onde obteve os primeiros lugares na 1ª Categoria e na Categoria Banda Taurina. Como convidado, toca em várias bandas filarmónicas do país, foi membro da Orquestra Ligeira do Conservatório Regional de Setúbal e cantor convidado no Coro da Procuradoria Geral da República (PGR), sob direção do maestro Manuel Rebelo. Gravou várias vezes com banda e como convidado em agrupamentos musicais, destacando o álbum Marés, gravado com a banda da Sociedade União Seixalense em 2005, onde é solista no trio para trompetes Bugler’s Holiday.
Leciona Educação Musical em vários estabelecimentos de ensino, destacando a Escola Básica do 1º Ciclo dos Foros de Amora, Aldeia de Paio Pires e Agrupamento de Escolas Mouzinho da Silveira. Aprovado com distinção, iniciou o curso de canto em 2008 na Escola de Música do Conservatório Nacional, em Lisboa,  tendo como professora da disciplina Filomena Amaro. No Conservatório Nacional estudou ainda Análise e Técnicas de Composição, Formação Musical, Acústica e História da Música, Coro, Piano, Alemão e Italiano, sendo discente de professores de renome do panorama artístico português, tais como o compositor Eurico Carrapatoso, José Augusto Carneiro, Carlos Marques, Fernando Altube, Filomena Amaro, António Laertes, Maria do Céu Santos, Filipa Palhares, Helena Lima e Tiago Marques. Foi também aluno da cantora lírica Maria Cristina de Castro, sendo o seu último discíplo antes da sua morte. Frequentou ainda a licenciatura e o mestrado do curso de Educação Musical na Escola Superior de Educação e é diretor artístico do Grupo Coral e Instrumental Baía do Seixal desde 2014.
Com o projecto de iniciação à composição de obras, fez orquestrações de várias músicas, destacando-se a Desfolhada Portuguesa para orquestra e guitarra, de Nuno Nazareth Fernandes com letra do José Carlos Ary dos Santos. É ainda autor de algumas Marchas Populares do Seixal, cuja letra é de Vítor Perdigão, foi membro fundador do Grupo Musical de Animação de Rua Algazarra & Companhia e foi músico na Grande Marcha de Alcântara. Foi também membro fundador do Grupo Cénico A Fénix, no Seixal, sendo diretor do mesmo. Faz parte do Grupo de Teatro Ivone Silva, como cantor e ator residente. Em 2009, cantou a Desfolhada Portuguesa no Fórum Cultural do Seixal, nas comemorações do quadragésimo aniversário da canção e vigésimo quinto da morte do poeta José Carlos Ary Dos Santos. Interpreta os poemas cantados do Ary dos Santos num concerto seu com orquestra intitulado Mário Barradas Canta Ary Dos Santos, sendo várias vezes convidado para divulgar os poetas populares portugueses.
É membro-fundador da Bastidores D'Arte - Associação Cultural, onde está sediado o Grupo de Teatro Ivone Silva, sendo encenador do mesmo. desde a sua fundação em 2019.
Em 2020, numa iniciativa pioneira do Município do Seixal, foi um dos artistas centras do evento Seixal à Janela com Abril que, devido à pandemia Covid-19, percorreu ruas, praças e largos do concelho com as canções que fizeram história nos anos 60 e 70 do século XX.